# 墨脱腹链蛇
墨脱腹链蛇（学名：Herpetoreas tpser），一种分布于中国西藏自治区东南部墨脱县的爬行动物，隶属于水游蛇科喜山腹链蛇属。本种最初发现时被鉴定为双带腹链蛇（Amphiesma parallela），2022年研究人员确定为一新种，并移除了双带腹链蛇在中国的分布记录。